# Хаясі Акіхіро
Акіхіро Хаясі (яп. 林彰洋, нар. 7 травня 1987, Токіо) — японський футболіст, воротар клубу «Токіо».
Виступав, зокрема, за клуб «Сімідзу С-Палс», а також національну збірну Японії.

## Клубна кар'єра
Займався футболом на батьківщині на університетському рівні. Перший професійних контракт уклав 2009 року з румунським клубом «Астра» (Плоєшті), у складі якого, утім, жодного офіційного матчу не провів. Як не дебютував на професійному рівні і в складі своєї наступної команди — англійського «Плімут», гравцем якого був у 2009—2010 роках.
Наступним клубом японця став бельгійський третьоліговий «Олімпік» (Шарлеруа), в якому він провів свої перші ігри як футболіст-професіонал, проте не ставши основним воротарем цього клубу.
2012 року повернувся на батьківщину і став основним голкіпером клубу «Сімідзу С-Палс». 2013 року був орендований клубом «Саган Тосу», а у 2014 роци перейшов до його складу на основі повноцінного контракту.
До складу клубу «Токіо» приєднався 2017 року. Станом на 2 грудня 2017 року відіграв за токійську команду 27 матчів в національному чемпіонаті.

## Виступи за збірні
Протягом 2005–2007 років залучався до складу молодіжної збірної Японії. У її складі був учасником молодіжного чемпіонату світу 2007 року. На молодіжному рівні зіграв у 6 офіційних матчах.
З 2014 року залучається до лав національної збірної Японії, проте станом на початок 2018 року у її складі в офіційних матчах не дебютував.